# Озноб
Озно́б, або осту́да (лат. frigus), — симптом, який полягає у виникненні відчуття холоду, що спричинює спазм поверхневих кровоносних судин шкіри, що супроводжується м'язовим тремтінням (головним чином жувальних м'язів, м'язів плечового поясу, спини і кінцівок) і спазмом шкірних м'язів («мурашки»). Найчастіше озноб виникає на початку гарячки при багатьох хворобах, зокрема інфекційних, запальних захворюваннях, травмах та деяких інших захворюваннях. Такий озноб з гарячкою в українській мові та медичній практиці називають пропасницею. Зрідка відчуття ознобу може бути через вегетативні зрушення без розвитку гарячки.
Пропасниця проявляється тахікардією (збільшення частоти серцевих скорочень і, відповідно, пульсу — норма 60-80 за хвилину), задишкою, підвищенням температури тіла, рідше нудотою, блюванням.
| симптом | Це незавершена стаття про симптом хвороби. Ви можете допомогти проєкту, виправивши або дописавши її. |